# Subcultura

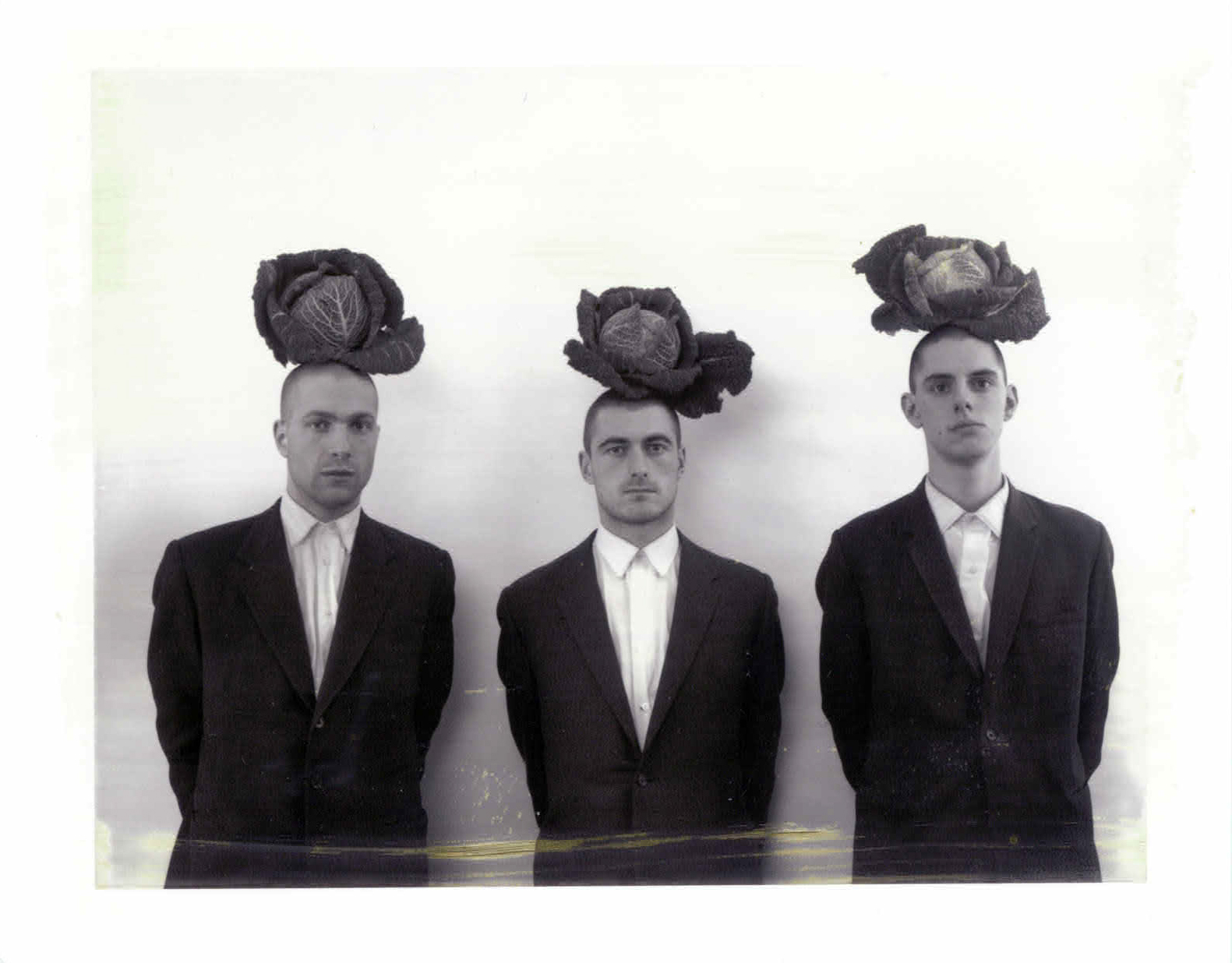
Els punks Grey Organisation

Una subcultura és un conjunt de codis socials que segueixen persones que s'identifiquen com a grup, dins la societat global. Les subcultures s'associen sovint amb moviments juvenils i tenen senyals identitàries com afinitats musicals, un estil a la roba i pentinat, ús de determinades expressions lingüístiques i l'afany de distingir-se de la resta.
El concepte de subcultures ha estat desenvolupat per la sociologia i els estudis culturals. El terme s'usa en antropologia des de 1950, amb obres com les de David Riesman. En l'actualitat conviu amb denominacions com tribu urbana o estil de vida alternatiu. Poden esdevenir una contracultura si qüestionen l'ordre dominant o bé ser un grup autònom que s'integra parcialment al tot. Exemples de subcultures d'àmbits diferents serien els punks, els okupes o els furoners.
Moltes subcultures acaben ser assimilades per la comunitat dominant, que les admet com una variació, concretament com un target específic de clients o com un grup que pot votar en una determinada direcció.

## Història

### Orígens
Abans dels anys cinquanta, els joves volien fer el mateix que feien els adults del seu entorn i per aquest motiu, aprenien de les seves conductes. De tal forma que els valors es passaven de generació en generació simplement pel fet que els joves repetien la trajectòria de vida dels pares, dels avis i així successivament. Cal saber que la trajectòria de vida en aquella època era bastant curta, la qual cosa significa que aquest recorregut es limitava en: anar a l'escola, a l'institut, a l'exèrcit, es casaven, tenien fills i poc més. Així doncs, podem afirmar que antigament, no existia un grup de joves amb les seves pròpies ideologies i les seves pròpies creences amb la seva percepció del món sinó que allò que escoltaven dels pares era el que els joves creien i defensaven.

### Dècada del 1950
Per una banda, en aquesta època hi comença a haver consciència que el món ha canviat, ja que hi ha una gran varietat de subcultures, pel simple fet que els fills ja no volen ser com els pares ni volen seguir la seva trajectòria. Cal recalcar que en aquesta edat hi havia molta varietat de pensaments, cadascú defensava les seves pròpies idees i per tant, els fills no es limitaven a pensar el que sempre havien sentit a casa i en el seu entorn sinó que tenien la seva pròpia percepció del món. Per altra banda, la delinqüència també va canviar, ja que es volien aconseguir uns valors socials i es tractava de delinqüència instrumental, és a dir, els joves cometien delictes amb l'objectiu d'obtenir un benefici. A diferència d'èpoques anteriors, els joves d'avui en dia cometen actes delictius sense cap mena de fi, amb altres paraules, diem que delinqueixen per diversió, per obtenir plaer a curt termini, per mostrar menyspreu a la societat i a més, a diferència d'abans, ho fan de forma no organitzada, és a dir, són actes totalment esporàdics la qual cosa ens permet observar que estem davant d'un tipus de delinqüència maliciosa. Cal destacar que aquests canvis es produeixen a finals dels anys quaranta i a principis dels cinquanta. A partir d'aquesta transformació, apareixen persones amb una estètica particular i amb una visió del món molt particular i concreta. Antigament, podem considerar que tothom era pràcticament igual, ja que com s'ha dit anteriorment, els fills seguien els patrons dels pares, dels avis... Ara per ara, hi pot haver molta diversitat d'opinions entre progenitors i fills.

## Teories

### Albert Cohen
Segons Albert K. Cohen, es considera que en cada societat moderna hi ha una cultura dominant on les seves normes i els seus valors són compartits per la majoria de la població. No obstant, cal remarcar que la societat és dinàmica, ja que està integrada per una gran diversitat de grups socials, els quals comparteixen normes, creences, valors i actituds que els diferencien de la resta de persones.
Segons Cohen, les bandes juvenils estan integrades, normalment, per joves de sexe masculí amb un baix estatus social. Es sol tractar de joves que discrepen amb els valors establerts per la societat i es volen, d'alguna forma, reivindicar i rebel·lar contra el que creuen injust. A més, el fet que actualment l'esperança de vida sigui notablement més llarga que anteriorment, dona peu a què les persones cometin delictes durant més temps, ja que en èpoques anteriors, com l'esperança de vida era inferior a la d'avui en dia, les persones es casaven més joves i ja formaven la seva família, la qual cosa, a l'establir vincles afectius i familiars, disminueix la realització d'actes delictius. En canvi, si les persones formen la seva família i generen vincles a una edat més tardana, significa que hi ha la possibilitat que cometin delictes durant més temps pel simple fet que, a diferència dels que en tenen, tenen molt poc a perdre, per no dir res.
Característiques de les subcultures delictives:
1. Delinqüència expressiva: es cometen delictes amb absència d'objectius utilitaris, és a dir, es cometen delictes per diversió, per obtenir plaer a curt termini o per tenir un elevat estatus socioeconòmic.
2. Delinqüència maliciosa: es cometen delictes amb intenció de fer mal a terceres persones que tenen un comportament convencional, dit amb altres paraules, volen atacar als joves que actuen respectant la llei.
3. Acte de desobediència i de menyspreu cap a les normes dominants: significa que, per part de la banda juvenil, hi ha desig d'oposar-se a les normes.
4. No especialització: la banda juvenil no té cap tipus d'especialització a l'hora de realitzar actes delictius. A més, cal saber que no es tracta de cap mena de delictes organitzats, al contrari, ja que són actuacions esporàdiques i majoritàriament van als delictes que són més fàcils de realitzar (ex. furts, vandalisme, drogues…).
5. Persecució de plaer a curt termini: aquest tipus de bandes juvenils, cometen delictes poc sofisticats, és a dir, persegueixen una recompensa immediata amb el mínim esforç, la qual cosa significa que no requereixen habilitats personals ni de l'ús de coneixements específics per dur a terme aquest tipus d'activitats.
6. Grup autònom: fa referència al fet que els membres de la banda són solidaris amb els que formen part del seu grup o el seu entorn i pel contrari, es rebel·len i es mostren hostils amb les persones d'altres grups contraris.

Majoritàriament l'origen d'aquestes bandes juvenils apareixen a causa d'un important problema d'estatus que tenen els joves de classe treballadora per culpa de la seva posició inferior en l'escala jeràrquica de la societat. En detall, els joves de classe treballadora, normalment, no són acceptats pels grups de joves de classe mitjana, la qual cosa causa una desigualtat pel que fa a les oportunitats dels individus que pertanyen a un grup o a un altre. Els joves que s'inicien amb les bandes juvenils, sol ser a causa de la impossibilitat que tenen d'obtenir els valors socialment establerts, ja que, com s'ha dit anteriorment, no tothom gaudeix de les mateixes oportunitats per aconseguir-ho. Per tant, els joves de classe treballadora, que se senten frustrats, s'ajunten amb altres joves que es troben en una situació similar i junts, cometen delictes i s'influencien els uns dels altres per intentar, d'aquesta manera, obtenir un reconeixement, ni que sigui dins del grup al qual pertanyen. En conclusió, dcal ir que és en aquest moment quan el jove comença un procés en què adopta el comportament delictiu per la influència del grup.
Aquest conflicte, tal com s'ha dit anteriorment, existeix pel simple fet que el jove de classe treballadora vol formar part del grup de joves de classe mitjana i no és acceptat per aquests. La qual cosa, genera frustració per parts dels joves refusats, ja que ells, tal com han internalitzat l'ètica de la classe mitjana, tracten d'aconseguir l'estatus social a través del reconeixement per part dels individus de classe mitjana, la qual cosa no és possible en la majoria de casos. És per aquest motiu, que s'ajunten joves amb la mateixa situació per tal de reduir aquest enfado amb la societat, ja que tots volen obtenir els mateixos objectius, amb la diferència que els joves de classe treballadora, al tenir menys recursos, moltes vegades només ho poden aconseguir de forma ilícita perquè tampoc tenen oportunitats lícites per obtenir els seus objectius.
Hi ha tres formes de posar fi a aquest problema:
- Màxim esforç: fa referència a quan el jove delinqüent, entén que les seves possibilitats d'aconseguir un estatus igual al de la classe mitja és limitat i per tant, ho accepta i s'esforça per obtenir una millor educació per tal de ser acceptat, en un futur, en el grup de classe mitjana.
- Canvi d'objectius: significa que el jove assumeix la impossibilitat d'èxit i de ser acceptat pel grup de classe mitjana i es distància d'aquest grup al qual vol formar part, és a dir, canvia de grup de referència.
- Subcultura delictiva i canvi de grup de referència: en aquesta ocasió, el problema d'estatus se soluciona quan el jove que se sent frustrat per no poder formar part del grup de classe mitjana s'acaba ajuntant amb persones que comparteixen el seu problema o algun de similar, per tant, segueix el procés de no acceptar el rebutjament del grup de classe mitjana, seguidament sent frustració i per aquest motiu decideix invertir les normes i comença a formar part d'un grup amb problemes similars a ell, la qual cosa genera el suport d'aquest grup de joves, es crea un nou estatus i això fa que el jove se senti alleugerat.

Pel que fa als joves de classe mitjana, són persones conscients, racionals i exigents amb elles mateixes. A més, els pares d'aquests individus es preocupen permanentment pel rendiment escolar dels fills i també pel seu comportament, ja que donen molta importància a l'organització i sobretot a la disciplina. Seguidament, són joves que es poden permetre ocupar el seu temps lliure amb extraescolars i tenen amor condicional per part dels pares, ja que només s'ho guanyaran si els fills fan les coses bé i s'esforcen. Pel contrari, pel que fa als joves de classe treballadora es tracta de persones amb menys educació que els anteriors, ja que per part dels pares no hi ha supervisió i tampoc s'exigeix un rendiment escolar que destaqui, és a dir, estan sotmesos a menys restriccions. Tot seguit, aquests joves tenen un amor incondicional, facin o no les coses bé, la qual cosa ningú els ensenya a què s'han d'esforçar per guanyar-se aquest amor i estan acostumats a tenir-lo sempre sense cap mínim esforç. A més, en relació al temps lliure podem dir que aquests adolescents passen la major part del temps al carrer amb la companyia dels amics i la influència de les amistats compateix amb l'autoritat paternal. Per acabar, destacar que l'educació d'aquests joves és molt més tolerant i en moltes ocasions, aprenen a solucionar els problemes a través de la violència, ja que també és el que solen fer els pares d'aquestes criatures.

### Cloward i Ohlin
El trencament amb la societat convencional sorgeix quan els joves que formen part de la mateixa classe social que també han patit un fracàs durant la recerca de l'èxit segueixen la trajectòria de desviació que consisteix a manifestar de forma impulsiva el ressentiment que sent el jove contra les injustícies del món convencional. Seguidament, aquest enuig provoca un augment del distanciament entre el subjecte i la societat tradicional, fins al punt que la societat margina al jove de la societat pel seu comportament. Llavors, tot això incrementa l'ansietat d'aquest jove, ja que se sent culpable i penedit de la seva forma d'actuar, la qual cosa pot provocar un empitjorament del seu comportament, ja que no se sent, en cap moment, comprès i cada vegada tot va a pitjor de forma que pot acabar cometent delictes i per tant, optaria per la via il·lícita.
N'hi hauria diverses tipologies:
1. Subcultura criminal: fa referència al moment en què l'aprenentatge criminal i la realització dels actes delictius es realitzen amb el suport d'un grup criminal adult, és a dir, els joves volen obtenir els seus objectius per mitjà de robatoris i fraus. Amb altres paraules, aquesta subcultura sorgeix quan hi ha presència de delinqüents adults en un determinat barri, els quals han triomfat realitzant delictes i han arribat a obtenir un determinat prestigi. En aquesta ocasió, és quan els joves d'aquest mateix barri volen repetir els patrons d'aquestes persones que delinquint han pogut obtenir els seus objectius.
2. Subcultura conflictual: es tracta d'una subcultura on s'intenta aconseguir estatus social a través de la violència i les amenaces. És molt freqüent en barris desorganitzats, on hi ha debilitat del control social, etc. Habitualment s'utilitza la violència per alleugerar tensions davant l'impossibilitat de l'èxit.
3. Subcultura apàtica: fa referència al consum de drogues i d'alcohol. Aquesta subcultura es crea quan hi ha joves que a causa de les limitacions estructurals no han pogut triomfar per la via convencional però tampoc els ha sigut possible fer-ho a través dels mitjans il·lícits. Per tant, en aquesta ocasió estaríem davant d'una doble frustració.

### Miller
La delinqüència s'inicia quan els joves de classe treballadora no pot accedir a grups de classe mitja i això els genera frustració i els porta a realitzar actes delictius. A causa dels valors amb els quals el jove conviu i creix adopta la conducta criminal, és a dir, per aquestes persones, cometre delictes és el correcte, ja que segons ells, si el seu grup de referència ho fa i triomfa, serà perquè està ben fet fer-ho.

## Exemples de subcultures
A continuació es llisten algunes de les subcultures que han tingut o tenen més presència a les societats modernes:
- Beatnik
- Punk
- Cosplay[8]
- Garçonne
- Moviment gòtic
- Skinhead